# 唇深鱂
唇深鱂，為輻鰭魚綱鯉齒目鯉齒亞目深鱂科的其中一種，為熱帶淡水魚，分布於中美洲墨西哥及瓜地馬拉淡水流域，體長可達11.5公分，棲息在底中層水域，生活習性不明，可做為觀賞魚。